# Тарасов Юрій Михайлович
Ю́рій Миха́йлович Тара́сов (10 липня 1912, Липецьк — 1995, Кам'янець-Подільський) — український історик. Доктор історичних наук (1981). Професор.

## Біографія
Батько Михайло Йосипович був юристом, мати Юлія Андріївна — лікарем. Середню освіту здобував у Липецьку. Згодом навчався на робітничому факультеті в Ленінграді, працював кондуктором на залізниці.
1931 року став студентом Ленінградського державного історико-лінгвістичного інституту, створеного незадовго до того на базі історико-лінгвістичного факультету Ленінградського державного університету. Одним з учителів Тарасова був історик Володимир Мавродін. Під його впливом у студента сформувався поглиблений інтерес до історії Київської Русі та народів Росії пізнього середньовіччя.
1933 року в зв'язку з організацією філософського відділення інститут перейменували на Ленінградський історико-філософсько-лінгвістичний інститут (ЛІФЛІ). 1936 року Тарасов закінчив ЛІФЛІ, який невдовзі влився в Леніградський університет. Юрію Михайловичу було надано кваліфікацію наукового працівника другого розряду з історії народів СРСР, викладача вищого навчального закладу, вищого технічного навчального закладу, а також викладача технікумів, робітничих факультетів і старших класів середньої школи.
Після закінчення інституту Юрія Михайловича направили на роботу в Туркменську РСР. Він працював у педагогічному інституті в Ашхабаді (нині Ашгабат): виконував обов'язки доцента кафедри історії СРСР, потім завідував цією кафедрою.
У жовтні 1940 року Тарасова призвали на дійсну службу до Червоної армії. 1941 року з перших днів війни з нацистською Німеччиною перебував у лавах армії, відступав із боями від південно-західних кордонів СРСР. У Миколаєві радянське командування залишило Тарасова для організації підпільної роботи. Коли нацисти увійшли до міста, Юрій Михайлович був директором обласного краєзнавчого музею. Разом із науковими працівниками музею він зумів сховати від німців і зберегти цінні колекції археологічних матеріалів, що походили з розкопок античної Ольвії.
Тарасов організовував диверсійну роботу проти окупантів, із помічниками-підпільниками звільняв радянських громадян, яких нацистська адміністрація хотіла відправити до Німеччини на примусову працю. У Миколаєві Юрій Михайлович познайомився з молодою підпільницею Катериною Калістратівною, яка згодом стала його дружиною.
1944 року Юрій Михайлович і Катерина Калістратівна переїхали до Ашхабада. Тут Тарасов продовжив перервану службою в армії та війною роботу на посаді завідувача кафедри історії СРСР у педагогічному інституті.
У 1947—1969 роках Тарасов працював в учительському інституті в Бресті, в педагогічному інституті в Шадринську Курганської області, в Інституті історії, мови та літератури Академії наук Туркменської РСР, в педагогічному інституті в Челябінську, в університетах в Калінінграді та Кишиневі. Від жовтня 1969 року Юрій Михайлович мешкав у Кам'янці-Подільському. Тут він працював у педагогічному інституті (нині Кам'янець-Подільський національний університет імені Івана Огієнка) на кафедрі історії СРСР і УРСР. Як зазначив Іон Винокур, така широка «географія» у науково-дослідній і педагогічній діяльності дала можливість Тарасову ознайомитися з різними регіонами СРСР, з історико-етнографічними особливостями цих територій (Поділля, Урал, Курганська та Калінінградська області, Білорусь, Молдова, Туркменістан). Це наклало відповідний відбиток на характер наукових праць Юрія Михайловича.
Помер учений у жовтні 1995 року в Кам'янці-Подільському.